# Euproserpinus wiesti
Euproserpinus wiesti је врста ноћног лептира из породице вештица (лат. Sphingidae).

## Распрострањење
Ареал врсте је ограничен на једну државу. Сједињене Америчке Државе су једино познато природно станиште врсте.

## Угроженост
Ова врста је крајње угрожена и у великој опасности од изумирања.